# Našestvije (festival)
Našestvije (rus. нашествие - najezda) - jedan od najvećih festivala ruske glazbene scene pod otvorenim nebom. Organizator festivala je moskovska radiopostaja "Naše radio"» i kompanija "С. А. Т.".
Festival se održava svake godine, od 1999. godine, od 2009. godine u Tverskoj oblasti, u prvoj polovici srpnja (kao pravilo, prvog vikenda).

## Našestvije 1999.
- vrijeme: 10. – 11. listopada 1999. g.,
- mjesto: Moskva, DK Gorbunova,
- broj gledatelja: 10000.

Sudionici
Smyslovyje galljucinacii, Okean Eljzy, Bi-2, S.P.O.R.T., Deljfin, grupa Ivan Kupala, Zdob si Zdub, Mihej i Džumandži, Zemfira, Linda.

## Našestvije 2000.
- vrijeme: 19. – 20. kolovoza 2000. g.,
- mjesto: Moskovska oblast, hipodrom u Ramenskom.,
- broj gledatelja: 6000.

Sudionici
Zemfira, Čajf, Garik Sukačev, Agata Kristi, Vopli Vodopljasova, Tancy minus, Najk Borzov, Bi-2, Čičerina, Deljfin, Ljapis Trubeckoj, Čiž & Co, Okean Eljzy, Korolj i šut, Grin Grej, Mihej i Džumandži, Zdob si Zdub, Leprikonsy, Smyslovyje galljucinacii, Muljtfiljmy, Naiv, IFK, Tequilajazzz, Ivan-Kajf, Kradenoje solnce, S.P.O.R.T., Tanki, Sahara, Zerna, Tomas, Sansara, Pilot, Parabellum, Lenjingrad, Revoljver, Tarakany!, Kirpiči, DIVIN, Čistoserdečnoje priznanije

## Našestvije 2001.
- vrijeme: 4. – 5. kolovoza 2001. g.,
- mjesto: Moskovska oblast, hipodrom u Ramenskom,
- broj gledatelja: više od 100000.

Sudionici
4. kolovoza: Arija, Bi-2, Lenjingrad, Konec filjma, Neprikasajemyje, Nogu svelo!, Magnitnaja anomalija, Mertvyje deljfiny, Muljtfiljmy, Najk Borzov, Parabellum, Priključenija Elektronikov, Splin, Tancy minus, Čajf, Čičerina, Slippers, S.P.O.R.T., Armada, Doktor Aleksandrov.
5 kolovoza: 7B, Butch, Protozoa, Tequilajazzz, Total, Bašakov, Vos'maja Marta, DDT, Džan ku, Korolj i šut, Kukryniksy, Losjon, Naiv, Nočnyje snajpery, Pilot, Sansara, Smyslovyje galljucinacii, SP Babaj, Torba-na-Kruče.

## Našestvije 2002.
- vrijeme: 10. – 11. kolovoza 2002. g.,
- mjesto: Moskovska oblast, hipodrom u Ramenskom,
- broj gledatelja: više od 180000.[1]

Sudionici
10. kolovoza: Kirpiči, Kukryniksy, Lenjingrad, 7-j prohožij, FAQ, Green Grey, Total, Zemfira, Bi-2, Dzen, Deljfin, Deti Picasso, Muljtfiljmy, Mumij Trollj, Najk Borzov, Sansara, SEtI, Segodnja nočju, Splin, Tomas, Torba-na-Kruče, Točka rosy, Undervud, Čičerina.
11. kolovoza: 7B, Butch, Cabernet Deneuve, Distemper, Tequilajazzz, Agata Kristi, Akvarium, Arija, Zahar Maj i grupa Šiva, Zveri, Ivan Kupala, Korolj i šut, Naiv, Nogu Svelo!, Nočnyje snajpery, Piknik, Pilt, Po glazam, Ser'Ga, Smyslovyje Galljucinaci, Tarakany, Alizium, Juta, I drug moj gruzovik.

## Našestvije 2003.
- vrijeme: 2. – 3. kolovoza 2003. g.,
- mjesto: studio radiopostaje Naše radio. Zbog terorističkog napada na festivalu "Krylja" i neslaganja oko pitanja sigurnosti s vlastima Moskovske oblasti festival se održao virtualno: sve grupe su nastupale u studiju i glazba se emitirala izravno u eter;
- broj gledatelja: slušatelji radiopostaje.

Sudionici
7B, Animal Džaz, Billy's Band, Agata Kristi, Arija, AukcYon, Bi-2, Vjačeslav Butusov, Zveri, Pavel Kašin, Kipelov, Kukryniksy, Kuplju Volosy, Lenjingrad, Lumen, Magnitnaja anomalija, Mara, Mertvyje deljfiny, Mašina vremeni, Muljtfiljmy, Naiv, Nogu Svelo!, Oljga Arefjeva, Pilot, Sahara, SEtI, Splin, Surganova i Orkestr, Tancy minus, Tarakany!, Čajf, Čičerina, Zemfira, Juta, DIVIN.

## Našestvije 2004. (festival "Emmaus")
- vrijeme: 7. – 8. kolovoza 2004. g.,
- mjesto: Tverska oblast, selo Emmaus,
- broj gledatelja: 50000.

Sudionici
7. kolovoza: Bi-2, Brainstorm, 7B, Cabernet Deneuve, Gyndul Мycеi, Lumen, Garik Sukačev i grupa Neprikasajemyje, Gonja, Zveri, Kipelov, Kukryniksy, L.O.M.O., Mara, Mertvyje deljfiny, Naiv, Nebo zdes', Oljga Arefjeva i grupa Kovčeg, Sansara, Splin, Tancy minus, Epidemija, Čajf, Lenjingrad.
8. kolovoza: Linda, Paha-Pau, Čeboza, Animal Džaz, Billy's Band, Arija, Kirpiči, Mumij Trollj, Nogu Svelo!, Nočnyje snajpery, Pilot, Smyslovyje galljucinacii, Surganova i Orkestr, Tarakany!, Torba-na-Kruče, Uma2rmaH, Bravo, Okean Eljzy, Vladimir Kuz'min i grupa Dinamik, Ju-Piter, Nautilus Pompilius.

## Našestvije 2005. (festival "Emmaus")
- vrijeme: 5. – 7. kolovoza 2005. g.,
- mjesto: Tverska oblast, selo Emmaus,
- broj gledatelja: 53000.

Prvi put su na festivalu korištene tri scene: jedna glavna i dvije male.
Sudionici glavne scene
5. kolovoza: Agata Kristi.
6. kolovoza: Linda, Animal Džaz, Gyndul Мycеi, Kirpiči, Polkovnik i Odnopolčane, Čajf, Bratja Karamazovy, Naiv, Dekabr'. Arija, FAQ, Va-Bank, Kukryniksy, Korolj i šut, DDT.
7. kolovoza: L.O.M.O, Džango, Maša i Medvedi, 7B, Nebo zdes', Mara, Lumen, Kipelov, Nogu Svelo!, Ljapis Trubeckoj, Uma2rmaH, Nečetnyj voin, Tancy minus, Neprikasajemyje, Lenjingrad, Alisa.
Sudionici malih scena
Barrakuda, Kopen-Gagen, Paha-Pau, Sezon ohoty, Los Microbios, Severo-vostok, Pelageja, Meljnica, Načalo veka, SuperAlisa, Deti Picasso, Belyj ostrog (Two Siberians), Salvador, Trepanga, Billy's Band, Hostile breed, Spatorna, Tracktor Bowling, 7000$, Ananas, Bobry, Jestestvennyj Zagar, Tajm-Aut, Undervud, Voland, Katran, Psiheja, Solnce Hmari, SP Babaj, Amatory, AveNue, Jane Air, Protozoa, Skunk, Arhip i ego Alisa, Vyhod, Gorn, Drynk, Karl Hlamkin, Oljga Arefjeva i Kovčeg, Papernyj TAM, Snegopady, Surganova i Orkestr, Horonjko Orkestr, Dmitrij Černus', Bosh s toboj, More i Reljsy, SAHR, Ja sleva sverhu, Klever, Won James Won, Aleksandr Ljapin, Ivan Carevič, Master, Mavrin, Černyj kofe, Černyj obelisk, Moray Eel, Dergat'!, Lampasy, Prazdnik, Elizium, Cabernet Deneuve, Ameli, Blondinka Ksju, Kollekcija dnej, Priključenija Elektronikov, Smeh, Teni Svobody, Ulji, Fantastika, Figi, F.P.G., Zuname, Dabac, Jolka, Konec filjma, Najk Borzov, Sansara, Juta, Bulldozer, Butch.

## Našestvije 2005. uKazahstanu
- vrijeme: 9. – 10. srpnja 2005. g.
- mjesto: Kazahstan, Almati, aerodrom Bajserke.

Sudionici
9. srpnja: Čajf, Garik Sukačev, Agata Kristi, Ju-Piter, Kirpiči, Lumen, Mara, Animal Džaz, I drug moj gruzovik, FAQ, Arija, Va-Bank, Krematorij, Freecadelic Jah.
10. srpnja: Zemfira, Grin Grej, Pilot, Tequilajazzz, Naiv, Kornej, L.O.M.O., Linda, Korolj i šut, 7B, Nogu svelo!, Ljapis Trubeckoj, Voplji Vidopljasova.

## Našestvije 2006.
- vrijeme: 4. – 6. kolovoza 2006. g.
- mjesto: Rjazanska oblast, rt Sredizemni na Oki.
- broj gledatelja: 80000.

Sudionici glavne scene
4. kolovoza: Korolj i šut, Pilot.
5. kolovoza: Dekabr', Oljga Arefjeva i Kovčeg, Znaki, Ljapis Trubeckoj, Naiv, Meljnica, Kirpiči, Nogu svelo!, Surganova i Orkestr, Bi-2, 3-j Angel, Mara, Tancy minus, Brainstorm, Alisa, Okean Eljzy, Kipelov.
6. kolovoza: Tarakany!, 7B, Provoda, Konec filjma, Lumen, Nikel, Kukryniksy, Džango, Kalinov most, Maša i Medvedi, Ser'Ga, Piknik, Nočnyje snajpery, Splin, Bravo, Agata Kristi, Arija, Čajf.
Sudionici malih scena
Polynja, Načalo veka, Severo-Vostok, Belyj ostrog, Trollj gnet jel', Kukuruza, Va-Bank, Goša Kucenko & Anatomy of Soul, Nervy, Dom hudožnika, OGP, Britanija, Medicin, Miusha, L.O.M.O., Bobry, Roma VPR, Lampasy, Gonja, Poljusa, Pelageja, NetSlov, Oleg Čubykin, Kvartal, Inna Želannaja, Krematorij, Smyslovyje galljucinacii, Billy's Band, Trepanga, Cvetajeva, DžaKor, Anomalija, Scotch, Nova, FPS, Total, GDR, Blondinka Ksju, Spatorna, BeZumnyje usilija, 5diez, Amatory, Jane Air, Salvador, FAQ, 7000$, Animal Džaz, I drug moj gruzovik, Donory mozga, Pončo Panamas, Fruktovyj kefir, Che Francisco, Cabernet Deneuve, Nebesnaja kanceljarija, Pavel Kašin, Dmitrij Černus', Horonjko Orkestr, Juta, Mihalna, Koney filjma, Megapolis, AmneZia, Alešin, Ivan Carevič, Deform, Tjaželyj den', Epidemija, Černyj obelisk, Butch, The Tipy, EF5, Brigadnyj podrjad, F.P.G., Distemper, Priključenija Elektroniov, Nebo zdes'.

## Našestvije 2007.
Započeta priprema za festival je prekinuta. Organizatori su objavili da se festival neće održati zbog problema u organizaciji.

## Našestvije 2008.
- vrijeme: 4. – 6. srpnja 2008. g.
- mjesto: Tverska oblast, selo Emmaus.
- broj gledatelja: više od 100000.

Sudionici glavne scene
4 srpnja: Agata Kristi, Alisa.
5. srpnja: Surganova i Orkestr, Staryj prijatelj, Znaki, Dekabr', Juta, Kukryniksy, Džango, Undervud, Nočnyje snajpery, Moraljnyj kodeks, Vopli Vidopljasova, Bi-2, Tarakany!, Splin, Amatory, Bravo, Piknik, Korolj i šut.
6 srpnja: Smyslovyje galljucinacii, Brigadnyj podrjad, Čiž & Co, Oleg Gorškov, Priključenija elektronikov, Tajm-Aut, Lenjingrad, Pilot, Pelageja, Naiv, Ser'Ga, Epidemija, Ljapis Trubeckoj, Ju-Piter, Krematorij, Arija, DDT.
Sudionici alternativne scene
4. srpnja: Paha-Pau, Šunjata, MOTORy, HO'Key, Ryba-luna, KedryVydry, Mihalna, Laundry, Mate, Libido, Čeboza, Vojna Poetov, Nulevoj meridian, Ognelet, Stvoly, Cvetajeva, Muha, GDR, Provoda, 7B, Mir ognja, Silicon, Goša Kucenko, Tantra, MarginalŠou, Infekcija, B.u.n.n.y., Tequilajazzz.
5. srpnja: Rybij žir, Faktor straha, Skretč, Ameli, Totem, Smeh, Korsika, Teatr tenej, Neversmile, Port 812, Černyj kofe, Aleksandr F. Skljar, Arda, Oto-Moto, Bezumnyje usilija, Purgen, Deform, 5 Diez, FAQ, Animal Džaz.
6 srpnja: Inside You, F.P.G., Arida Vortex, Mamaj, 7000$, Benzin, Oljvi, Blondinka Ksju, Fantastika, Butterfly Temple, Trollj gnet jelj, Salvador, Yšo?Yšo!, Splot, Nebo zdes', Catharsis, Stigmata.
Sudionici pozitivne scene
5. srpnja: Navigators, Romaan, Resa, Dub TV, MiruMir, Severo-Vostok, Yoki, Posle, Fruktovyj kefir, Bobry, JajcY Faberže, Lady N, Staisha, Džagan, Zaliv kita, Donory mozga, Načalo veka, Rada i Ternovik, Dabac, DubSka, Jah Division.
6. srpnja: Hemp Dpt., B.El Sol, Vse stvoly, Pljaž, Lampasy, Abviotura, Minus treli, Zvonok, Džin-Tonik, Gideon Youth, Dada dub, Polynja, Zventa Sventana, DH, Volga, Alevtina, Distemper, Subway sejšn, P.P.Ska, Noize MC.
Festival je bio vrlo uspješan što se tiče izbora grupa, no kiša i teretni automobili Ural-4320 koji su stalno prelazili preko polja pretvorili su ga u blato što ipak nije zasmetalo posjetiteljima da uživaju u glazbi (iako su se zbog kiše drugog dana festivala pojavili problemi s aparaturom pa su organizatori u hodu morali mijenjati raspored). Problem s nužnicima je bio praktički riješen, u njima je bilo dosta čisto i redovito su se čistili, posebno u zoni VIP. Djelatnici policije koji su čuvali festival bili su vrlo dobronamjerni, i posebnih incidenata nije bilo.

## Našestvije 2009.
- vrijeme: 10. – 20. srpnja 2009. g.
- mjesto: Tverska oblast, Konakovski rajon, Boljšoje Zavidovo.[6]
- broj gledatelja: 98000.

- Sudionici glavne scene:

10. srpnja: Mumij Trollj, Bravo.
11. srpnja: Pelageja, Staryj prijatelj, Flëur, Brigadnyj podrjad, Surganova i orkestr, Smyslovyje galljucinacii, Ser'Ga, Krematorij, Piknik, Pilot, Nočnyje snajpery, Kipelov.
12. srpnja: Alisa, Meljnica, Načalo veka i Helavisa, Znaki, Posle 11, Oleg Gorškov, Korolj i šut, Ljapis Trubeckoj, Juta, Undervud, Ju-Piter, Kalinov most, Splin, Čajf.
Sudionici male scene
10. srpnja: Sny, Serdce, TeenTown, Marella, Ryba-Luna, Ark, Updiverss, Zveroboj, The Stokes, ČP, Dajte dva, Zemlja korolevy Mod, Slajd, Mir ognja, Kasablanka, Angel nebes, Nulevoj meridian, Mody, Čeboza, Paha-Pau, Muha, Pro100Maria, Kraj, Nacprojekt, Goša Kucenko, Megapolis.
11 srpnja: Teorija, Medusa'Scream, Valjkirija, Nova Art, Teatr tenej, Blondinka Ksju, Fantastika, F.P.G., FAQ, Slot, Tracktor Bowling, Dajte2, IFK, 7000$, Bezumnyje usilija, Stigmata, Mavrin, Deform, Mordor, Epidemija, Aleksandr F. Skljar i Čača.
12. srpnja: Jestestvennyj zagar, Mamuljki Bend, Monarh, Fokus, Jajcy Faberže, B.u.n.n.y., Medvežij ugol, Toma Amot, Abviotura, Severo-Vostok, Načalo veka, Alevtina, Trollj gnet jelj, Bobry, Spitfire, Male Factors, DaBac, Subway Sejšn, Vse stvoly, Pljaž, Distemper.
Na festivalu "Našestvije 2009", s jedne je strane, u usporedbi s festivalima iz prethodnih godina, zamjetno poboljšan organizacijski dio, a s druge se pojavilo mnoštvo problema. Gledatelji su ukazali na nekorektan rad redarskih službi na ulazu na festival, bitno povišene cijene hrane i pića; nedostatak tuša u zoni VIP te vode u umivaonicima općenito.

## Našestvije 2010.
- vrijeme: 9. – 10. srpnja 2010. g.
- mjesto: Tverska oblast, Konakovski rajon, Boljšoje Zavidovo[7]
- broj gledatelj: 130000[8][9]

Najtoplije Našestvije u povijesti. Skoro cijelo ljeto temperatura na području srednjeg pojasa Rusije bila je viša od 30°C. Polje je bilo potpuno bez hladovine, vrućina je bila nevjerojatna - razlog mnogobrojnih opekotina i sunčanica, a također nekoliko smrtnih slučajeva.
Sudionici glavne scene
Agata Kristi, DDT, Mašina vremeni, Čajf, Koroj i šut, Mumij Trollj, Okean Eljzy, Alisa, Arija, Kipelov, Nočnyje snajpery, Vjačeslav Butusov i Ju-Piter, Pelageja, Piknik, Splin, Pilot, Vopli Vidopljasova, Meljnica, Zdob si Zdub, Čiž & Co, Ljapis Trubeckoj, Tancy minus, Nogu Svelo!, Ser'Ga, Krematorij, Smyslovyje galljucinacii, Undervud, Tarakany!, Priključenija Elektronikov, Kirpiči, Radio Čača, Simfonijski orkestar "Globalis".
Sudionici alternativne scene
Animal Jazz, Epidemija, Reka, A.F. Skljar, Dekabr', Mordor, Slot, Master, Gran-Kuraž, Deform, Catharsis, Stigmata, F.P.G., 7000$, Sakura, Jane Air, Udalennyje fajly, Brigadnyj podrjad, Muha, 7B, Mavrin, Kolizej, Krylja, Arda, Korsika, Valjkirija, Koncy, Pljaž, Fantastika, Blondinka Ksju, P.P.Ska, Figi, Dajte2, Lori!Lori!, Medusa’scream, Sljozy, Mezzamo, Sfumato, Zveroboj, Stancionnyj smotritelj, Feja Draže, Paha-Pau, Mir ognja, Tantra, Morella, Vozdušnyj patrulj, Dosvidanija, B.B.Queen, BeZ Troganoff, Kraj, Mercedes Dens, Duende, Z.I.M.A., D. Silence.
Sudionici pozitivne scene
Nesčastnyj slučaj, Fjodor Čistjakov, Tajm-Aut, Megapolis, Kalinov most, Posle 11, Staryj prijatelj, Bobry, Znaki, Kornej, Lampasy, Točka rosy, Alevtina, Anna Pingina, Polynja, Tintal, Male Factors, Načalo veka, Mamuljki bend, Jestestvennyj zagar, Karl Hlamkin i "OgneOpasnOrkestr", Jajcy Faberže, Alai Oli, Dabac, Angel NeBes, Subway sejšn, MPTRI, Rotoff, Bank-A, Djagelj & Mongoly, Ženja Maksimova, Blondrock, Treya, Plastika, Severo-Vostok.

## Našestvije 2011.
- vrijeme: 8. – 10. srpnja 2011. g.
- mjesto: Tverska oblast, Konakovski rajon, Boljšoje Zavidovo.[7]
- broj gledatelja: 173000 + 280000 pregleda putem Interneta.

10. po redu i najveći rock festival pod otvorenim nebom održao se u Boljšom Zavidovu Tverske oblasti ranije uobičajenog - od 8. do 10. srpnja. U dogovoru s vlastima, izmijenjen je izbor jela. Bilo je zabranjeno posluživati mesne i lako pokvarljive proizvode, bilo kakvu tekućinu.
- Sudionici glavne scene:

Korolj i šut, Pilot, Alisa, Kukryniksy, Ljapis Trubeckoj, Smyslovyje galljucinacii, Igor Rasterjajev, Čajf, Murakami, Surganova i orkestr, Bi-2, F.P.G., Gleb Samojloff & The Matrixx, Plastika, Nočnyje snajpery, Louna, Tarakany, Krematorij, Knjazz, Najk Borzov, Žuki, Kirpiči, Vasja Oblomov, Ser'Ga, Ključi, Undervud, Muha, Arija, Piknik, Kalinov most, Garik Sukačev, Bravo, Splin, Voplji Vidopljasova, Kipelov, DDT, Okean Eljzy.
- Sudionici alternativne scene:

10 nebo, Obe-Rek, Omela, Ojkumena, B.B.Queen, E-Sex-T, Leža, Istinnyj oblik, Cvetajeva, Ryba-Luna, Vstreča ryby, Smeh, Sejf, Angel da rock, Čto ješče, Linija žiznji, Look Inside, Z.I.M.A., Clever, Salvador, Lori! Lori!, Anana-Gunda, Brigadnyj podrjad, Ploščad' Vosstanija, Planety, Bzik!, Moja Mišelj, Stancionnyj smotritelj, Epidemija, Zveroboj, Revenko Band, Dajte2, Lampasy, Geval, The Meantraitors, Svetotenj, Sfumato, Trepanga, Severo-Vostok, 7000$, Raznyje ljudi, Nečto, Jane Air, Feja Draže, Fruktovyj kefir, Stigmata, Teatr tenej, Posle 11, Slot, Aleksandrija, Amatory, Kalevala, Deform, Korsika, Mordor, Dekabr', Animal Jazz.
- Sudionici pozitivne scene:

7B, Tajm-Aut, Reka, Poljusa, Mamuljki Bend, Neft', Naka, Amor entrave, Giljza, JajcY Faberže, Mr. Beniš, Kar Tuš, Vozdušnyj patrulj, Skvorcy Stepanova, Pola X, Bumboks, Fanatika, Točka rosy, Blast, Aleksandr Demidov, Konec filjma, Veljvet, Bobry, MaleFactors, Rotoff, Abviotura, Angel NeBes, Subway Sejšn, Blondrock, Ženja Ljubič, Torba-na-Kruče, Polynja, Znaki, Kornej, Trollj gnet jelj, Puck and Piper, P.P. Ska, Anna Pingina, Noize MC], MPTRI, Megapolis, Pljaž, Nesčastnyj slučaj, Distemper.
- Sudionici teatralne scene:

Vera Polozkova, Ivan Ohlobystin, Mihail Jefremov, Jukebox Trio, Artem Kosarev, Camille Brown.

## Našestvije 2012.
- vrijeme: 6. – 8. srpnja 2012. g.
- mjesto: Tverska oblast, Konakovski rajon, Boljšoje Zavidovo
- broj gledatelja:

- Sudionici:

Pilot, Zemfira, Čajf, Brainstorm, Akvarium, Alisa, Piknik, Splin, Ljapis Trubeckoj, Garik Sukačev i Neprikasajemyje, Surganova i orkestr, Smyslovyje galljucinacii, Zdob Si Zdub, Korolj i šut, Bravo, Čiž & Co, Igor' Rasterjajev, Louna, Animal Jazz, Kipelov, Ser'Ga, Kukryniksy, Murakami, Aleksandr Kutikov
- Sudionici druge scene:

Ivan Kupala, Deform, Nesčastnyj slučaj, 7B, Alai Oli, Amatory, Distemper, Jane Air, Mordor, Non Cadenza, Rotoff, Total, Zero People, Znaki,  Zorge, Angel NeBes, Brigadnyj podrjad, Vasja Oblomov, Dekabr', Kasta, Lampasy, Monoliza, MPTRI, Muha, Obe dve, Reka, Slot, Tajm-Aut, Torba-na-Kruče, Trolj gnet jelj, Bobry.

## Kritika
Propusti sa strane organizatora su bili česti. Npr. U Ramenskom je glavnim problemom gledatelja postao nedostatak tekućine za piće. Svu tekućinu je oduzela milicija još na ulazu, a kupiti se mogla samo kola ili pivo. Na području hipodroma je bila organizirana dostava vode, no postojala je samo jedna slavina na desetke tisuća ljudi. Mnogi su bili prinuđeni napustiti hipodrom zbog žeđi.
Prvo "Našestvije" u novom mjestu, u selu Emmaus Tverske oblasti posjetiteljima je donijelo novinu. Na polju su napokon organizirali vodovod. Međutim, pojavio se novi problem: neočekivane padaline. Jak pljusak je pretvorio područje šatorskog grada (glinovit teren su prije festivala izravnavali buldožerom) u veliku baruštinu, a prilazni putovi su postali neprohodni. Nužnici kojima nisu mogli prići kamioni cisterne bili su puni fekalija. Mnogi su ovaj festival zapamtili kao najprljaviji.
"Našestvije-2005" mnogi su zapamtili kao najkomfortniji - padalina nije bilo, također prekida u opskrbi vodom, a i gledatelja je bilo nešto manje nego ranije (2004. g. festival je posjetilo do 60000 gledatelja; 2005. – 55000.) Smanjenje broja posjetitelja može se objasniti ozbiljnim problemima (prvenstveno udobnost i neispunjena obećanja) 2004. g.
Festival u  Rjazanskoj oblasti ponovno je ukazao na stare nedostatke. Vodovod, iako je bio organiziran, pokvario se već prvi dan, a dostavljene vode nije bilo za sve. Većinu hrane i pića su oduzimali na ulazu, a hrane u rezervi je bilo za 5000 gledatelja. To je dovelo do skoka cijena, gladni ljudi su provodili u redovima po 3-4 sata samo da bi kupili čašu vruće vode za 20 rubalja. Ljude koji su dolazili iz udaljenih rajona s prtljagom su iskrcavali nekoliko kilometara od poljane. Autobusi koji su razvozili ljude od kolodvora k polju 2006.g. koštao je 30 rubalja po osobi. Ulaz na parkiralište je trajao nekoliko sati zbog loše koordinacije redarskih službi (pregled automobila se vršio nekoliko puta bez obzira na to što se parkiralište nalazilo daleko od gledatelja i automobili za njih nisu mogli predstavljati ozbiljnu opasnost; štoviše, gledatelji koji su došli vlastitim prijevozom prolazili su iste procedure pregleda kao i ostali).
Važno je naglasiti da godinu za godinom organizatori nisu štedjeli na reklamnim obećanjima - svaki put je festival morao "predstaviti gledatelju novu, europsku razinu udobnosti", iako nije bilo stvarnih kvalitativnih promjena., o čemu svjedoče odazivi na forumima mnogobrojnih gledatelja festivala.
Naročito, u cijeloj povijesti "Našestvija", organizatori nisu riješili problem dostojne, sigurne i jeftine prehrane, čistoću nužnika, organizacije nesmetanog i sigurnog prolaza na područje festivala za gledatelje, prilaza za automobile.
Još je jedan bitan nedostatak festivala - nemogućnost da na njemu nastupi niz umjetnika zbog nemogućnosti dogovora s organizatorima (loši uvjeti, očita predrasuda, itd.) Zbog toga je grupa Bahyt-Kompot dobivala pozivnicu, ali nije nikad nastupila, 2008.g. grupa Ivan Carevič, a 2008.g. bio je spriječen nastup Mare zbog neizglađenog konflikta s njezinim bivšim producentom Dmitrijem Grojsmanom koji je organizirao festival.

## Vanjske poveznice
- službena stranica
- Velika video kolekcija s Našestvija iz 2010. godine  Arhivirana inačica izvorne stranice od 13. prosinca 2010. (Wayback Machine)